# Wördener
Als Wördener wurden in Teilen von Nordwestdeutschland seit dem 12. Jahrhundert angesiedelte Handwerker, Krämer und Krüger genannt, die sich auf ehemals bäuerlichem Land in der Nähe der Kirchdörfer niederließen. Ihre freien oder zinspflichtigen Wohn- und Arbeitsstätten wurden Wordstätten genannt. Je nach Größe des Hauses wurde zwischen großen und kleinen Wördenern unterschieden, die unterschiedliche Rechte und Pflichten im Gemeinwesen haben konnten. Zusammen mit den Kirchhöfern standen sie auf der Stufe der Brinksitzer.